# Божена (герб)
Боже́на (пол. Bożena) — польский дворянский герб.

## Описание
В червлёном поле серебряный полумесяц рогами вверх, над ним три звезды.
Щит увенчан дворянскими шлемом и короной. Нашлемник: два белых страусовых пера, между ними меч острием вверх. Намет на щите красный, подложенный серебром.

## Герб используют
Фекла-Терезия Глезмер (пол. Glezmer), вдова Яна-Клементия Глезмер и их дети, признаны в потомственном дворянском достоинстве Царства Польского с гербом БОЖЕНА в 1837 году (первичная нобилитация отца Яна-Клементия Адама Глезмера в 1775 году от Короля Станислава-Августа) и на указанное достоинство жалованы дипломом. 